# 中国人民解放军陆军朱日和合同战术训练基地
42°15′35.0″N 112°45′21.9″E / 42.259722°N 112.756083°E
中国人民解放军陆军朱日和合同战术训练基地，简称朱日和训练基地，位于内蒙古自治区锡林郭勒盟苏尼特右旗朱日和镇与乌兰察布市四子王旗白音朝克图镇之间，是隶属中国人民解放军北部战区陆军的训练基地。
朱日和训练基地可展开师规模的陸空实兵對抗，並有全计算机化C4ISR模擬裝備和5個師以上進駐的營房、醫院、後勤等設備，可演习面积1,000多平方公里，是亞洲最大的陸戰軍事訓練基地。

## 沿革
朱日和训练基地得名自其所在的朱日和镇。“朱日和”是蒙古语译音，意为“心脏”。朱日和训练基地的前身是1957年组建的加强坦克师战术演习场。当时这里仅仅是为驻训部队提供住房和水电供应的营房。1994年，朱日和训练基地被中央军委列为军队“九五”建设规划重点项目。1997年7月，为适应未来高技术聯合战争的需要，中央军委决定将北京军区原装甲兵训练场扩编为中国人民解放军全军规模最大、科技含量最高的合同战术训练基地。2000年，军内首创的资讯系统“五大系统”通过国家鉴定。2003年8月25日，中国人民解放军首次将朱日和训练基地对外军开放。
2005年9月27日，“北剑—2005”军事演习在朱日和训练基地举行，来自英国、美国、法国、俄罗斯、德国等24国的40多位军事观察员观摩，这是自中华人民共和国成立后截至2005年解放军邀请观摩国家最多、展示规模最大、开放程度最高的涉外观摩演习。2007年，军委、总部将朱日和训练基地确定为陆军唯一复杂电磁环境建设试点单位。2008年8月26日，“砺兵—2008“军事演习在朱日和训练基地举行。2010年9月1日，参加和平使命军演的中方第一梯队在朱日和火车站登车启程。2011年上半年，军委、总部再次决定，将朱日和训练基地建成中国人民解放军全军唯一陆军联合作战实验场。2014年5月至7月，在“跨越-2014·朱日和”军事演习中，中国人民解放军六大军区作为红军，在朱日和训练基地轮番同蓝军作战，红军七战六败，破除了解放军“红必胜、蓝必败”的定势。2014年8月29日，“和平使命-2014”联合反恐军事演习在朱日和训练基地结束，此次演习是由上海合作组织成员国中国、俄罗斯、哈萨克斯坦、吉尔吉斯斯坦、塔吉克斯坦5国参加，参演总兵力7,000人。
2012年夏季，北京军区朱日和合同战术训练基地建成一个新机场，可供空降兵、空军航空兵、海军航空兵、陆军航空兵的战机起落。
2016年，在深化国防和军队改革中，朱日和训练基地由中国人民解放军北京军区转隶中国人民解放军陆军。
2016年，朱日和训练基地出台了《模拟蓝军演练评价标准》，并在同年开展的跨区演习中正式实施。
2017年7月30日，在朱日和训练基地举行了庆祝中国人民解放军建军90周年阅兵，中共中央总书记、国家主席、中央军委主席习近平检阅部队并发表讲话。

## 历任领导
| 司令员 …… - 谢勇大校（？－2007年） - 梅建华大校（2007年－？） - 高继安大校（？－） | 政治委员 …… - 刘心明大校（？－？） - 王志安大校（？－） |

## 轶事
- 该训练基地内有形似中華民國总统府、法国埃菲尔铁塔等仿造的建筑物。[19][20][21][22][23][24][25]。
- 2014年至2016年间的实兵对抗演习中，红、蓝两军的胜率为1比32，红军方面除了沈阳军区16集团军68旅曾取得一次惨胜之外都被满广志率领的蓝军击败，因此红军部队有“踏平朱日和，活捉满广志”的口号[26]。
- 2020年9月15日，台灣三立新聞網报道引述台军事专家游昇勳称解放軍在朱日和戰術訓練基地歷年來進行的攻台模擬戰，解放軍戰績為「6勝6平48敗」。[27]环球时报对此反驳，指出他所提及的“蓝军旅”实际就是满广志所指挥的陆军第81集团军某旅，对他所提及“模仿台军编制和战术”的报道表示“根本搭不上边”，并道出该言论为井底之蛙言论。[28]